# Riksdagen 1625
Riksdagen 1625 ägde rum i Stockholm.
Ständerna sammanträdde den 10 mars 1625. Kungen var inte närvarande, varför denna sammankomst även benämns som utskottsmöte.
En ny kvarntull beviljades.
Riksdagen avslutades den 2 april 1625.